# Liste der Monuments historiques in Bourgneuf (Charente-Maritime)
Die Liste der Monuments historiques in Bourgneuf (Charente-Maritime) führt die Monuments historiques in der französischen Gemeinde Bourgneuf auf.

## Liste der Objekte
| Bezeichnung                                | Beschreibung                                          | Standort                           | Kennzeichnung | Schutzstatus | Datum | Bild |
| ------------------------------------------ | ----------------------------------------------------- | ---------------------------------- | ------------- | ------------ | ----- | ---- |
| Tabernakel                                 | Holz, vergoldet, um 1800                              | in der Kirche Ste-Catherine (Lage) | PM17002596    | Inscrit      | 2015  |      |
| Ölgemälde Martyrium der heiligen Katharina | Öl auf Leinwand, von Louis Brossard de Beaulieu, 1776 | in der Kirche Ste-Catherine (Lage) | PM17000569    | Classé       | 1990  |      |